# Cmentarz żydowski w Nowotańcu
Cmentarz żydowski w Nowotańcu – kirkut znajduje się przy starej gruntowej drodze z Nowotańca skręcającej na północ, przy kapliczce św. Tekli do Woli Sękowej. Położony jest na kulminacji terenowej opadającej w stronę cieku wodnego uchodzącego do potoku Mętnego (dopływ Pielnicy), na Pogórzu Bukowskim w gminie Bukowsko. 
Jest to jeden z dwóch ocalałych po wojnie cmentarzy żydowskich w gminie Bukowsko. Został założony w XIX wieku (dokładna data nie jest znana), zajmuje powierzchnię ok. 3 arów, na którym zachowało się kilka dziewiętnasto- i dwudziestowiecznych nagrobków z napisami w języku hebrajskim. Cmentarz nie jest ogrodzony.